# Kassieten
| Geschiedenis van Mesopotamië |                                              |                                              |                                              |                                                                        |                                                                        |                                                                        |                                                                        |
| Prehistorisch Mesopotamië pre–3100 v. Chr. Hassunacultuur 6400-5800 Samarracultuur 5500-4800 Halafcultuur 5500-4500 Obeidcultuur 5500-4000 Urukperiode 4000-3100                              |                                              |                                              |                                              |                                                                        |                                                                        |                                                                        |                                                                        |
| Sumerië Jemdet Nasr-periode 3100-2900 Vroeg-dynastieke periode 2900-2350 Ebla 2500-2350 — Mari 2900- 1750 Akkadische Rijk 2350-2150 Guti-overheersing 2212–2120 Neo-Sumerische Rijk 2120–2004 |                                              |                                              |                                              |                                                                        |                                                                        |                                                                        |                                                                        |
| Tijd van Isin en Larsa 2004–1763 v. Chr. | Tijd van Isin en Larsa 2004–1763 v. Chr.     | Tijd van Isin en Larsa 2004–1763 v. Chr.     | Tijd van Isin en Larsa 2004–1763 v. Chr.     | Oud-Assyrische periode 2000–1756 v. Chr.                               | Oud-Assyrische periode 2000–1756 v. Chr.                               | Oud-Assyrische periode 2000–1756 v. Chr.                               | Oud-Assyrische periode 2000–1756 v. Chr.                               |
| Babylonië Oud-Babylonische Rijk 1750-1595 |                                              |                                              |                                              |                                                                        |                                                                        |                                                                        |                                                                        |
| Karduniaš 1590-1100 Midden-Babylonische Rijk | Karduniaš 1590-1100 Midden-Babylonische Rijk | Karduniaš 1590-1100 Midden-Babylonische Rijk | Karduniaš 1590-1100 Midden-Babylonische Rijk | Mitanni 15e eeuw Midden-Assyrische Rijk 1400-1200 Hanigalbat 1400-1200 | Mitanni 15e eeuw Midden-Assyrische Rijk 1400-1200 Hanigalbat 1400-1200 | Mitanni 15e eeuw Midden-Assyrische Rijk 1400-1200 Hanigalbat 1400-1200 | Mitanni 15e eeuw Midden-Assyrische Rijk 1400-1200 Hanigalbat 1400-1200 |
| Nieuw-Assyrische Rijk 900-609 |                                              |                                              |                                              |                                                                        |                                                                        |                                                                        |                                                                        |
| Nieuw-Babylonische Rijk 626-539 |                                              |                                              |                                              |                                                                        |                                                                        |                                                                        |                                                                        |
| Portaal Geschiedenis Portaal Mesopotamië |                                              |                                              |                                              |                                                                        |                                                                        |                                                                        |                                                                        |

Babylonië, 13e eeuw v.Chr.

De Kassieten (Kassitisch: Galzu; Babylonisch: Kaššu; Grieks: Κοσσαιοι Kossaioi)
vormden een volk in de oudheid dat in het Zagrosgebergte ten zuiden van het huidige Hamadan in Iran woonde. Zij waren daarmee de zuiderburen van de Guti.
Hoewel zij waarschijnlijk al lang in deze omgeving woonden begonnen zij in de 16e eeuw v.Chr. een grote rol in het Tweestromenland te spelen. Na het verval van het Oud-Babylonische Rijk van Hammurabi was daar een tijd van verwarring aangebroken. Onder zijn zoon Samsu-Iluna worden de Kassieten voor het eerst genoemd, maar hun invallen worden afgeslagen. Wat er daarna precies gebeurd is, is niet helemaal duidelijk. Er schijnt rond 1740 v.Chr. (38ste jaar van Samsu-Iluna) een soort ramp gebeurd te zijn. Zelfs in de heilige stad Nippur zwijgen opeens de documenten. Er is wel gesuggereerd dat de rivier de Purattu (Eufraat) een andere bedding koos waardoor een aantal steden plots van water verstoken waren.

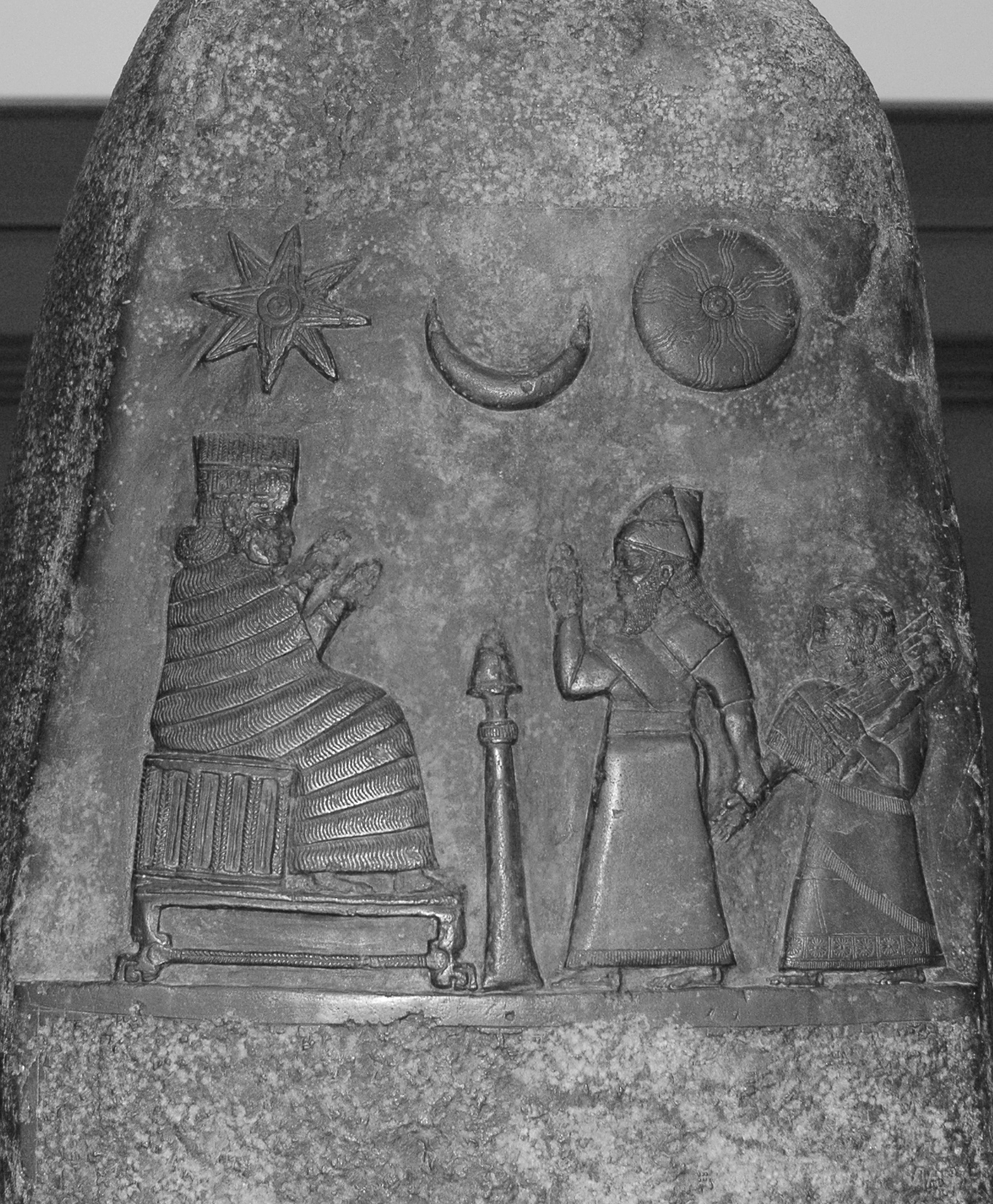
Stele van koning Melishipak I (1186–1172 v.Chr.): de koning biedt zijn dochter aan aan de godin Nannaya. De halve maan stelt de god Sîn voor, de zon Sjamasj en de ster de godin Isjtar. Grijs-zwarte kalksteen, Kassitische periode, tijdens de 12e eeuw v.Chr. als oorlogsbuit naar Susa meegevoerd.
Louvre

 De Hettieten verwoestten in 1595 v.Chr. Babylon. In de verwarring die volgde, slaagden de Kassieten erin de macht te grijpen en zouden het land zo'n 438 jaar overheersen. Er is uit hun tijd naar verhouding weinig bekend, vooral het begin ervan, en daarom wordt de Kassieten-tijd soms als een soort 'donkere Middeleeuwen' gezien. Toch is dat misschien niet helemaal terecht omdat zeker de latere Kassieten wel degelijk kundige bestuurders waren. Er zijn aanwijzingen dat zij systematisch geprobeerd hebben de oude Soemerische steden, ook Nippur weer tot bloei te brengen en er zijn tot in Griekenland bewijzen gevonden van een levendige handel en van de standaardisatie van maten en gewichten waar de Kassietenvorsten zich om bekommerden. Ook is onder hun bewind het land geleidelijk meer tot een eenheid geworden, na eeuwenlang gekibbel tussen de verschillende steden. Verder ligt er nog veel materiaal uit de Kassietentijd op ontcijfering en vertaling te wachten, zodat het wat negatieve beeld over deze tijd nog best bijgesteld zou kunnen worden.
Hoewel de Kassieten in eerste instantie Babylon veroverden en zich koning van Babylon bleven noemen, verplaatsten zij hun hoofdstad naar Dur-Kurigalzu, zo genoemd naar de stichter, koning Kurigalzu I. Zij hebben waarschijnlijk het noordelijke deel van het huidige Irak nooit goed onder hun gezag kunnen brengen, zodat daar een geduchte concurrent kon ontstaan: Assyrië. Er zijn een aantal verdragen bekend waarbij Assur en Karduniaš (zoals de Kassieten hun rijk noemden) afspraken maakten over hun onderlinge grens. Assyrië was eerst een vazalstaat van Mitanni, maar kwam uit de ondergang van dat rijk als een onafhankelijk en machtig land tevoorschijn. Babylon werd zelfs een aantal jaar door een Assyrische gouverneur geregeerd, maar het Kassitische vorstenhuis wist toch weer terug op de troon te komen.
Uiteindelijk spanden Elam en Assur samen en kwam er een einde aan een voor deze streken erg lange periode van dynastieke stabiliteit.

## Taal en religie
Van de Kassieten zelf is niet zo veel bekend. Zij spraken een agglutinerende taal die mogelijk aan het Elamitisch verwant was, zelfs dat is speculatief. Er zijn naast een aantal namen slechts weinig geschreven bronnen die iets van het Kassitisch laten zien. Ook een Kaukasische oorsprong wordt wel genoemd. Een aantal van hun goden, zoals Shuriash, Maruttash en Buriash, zouden misschien met de Indische goden Surya, Marut en de Griekse Boreas vergeleken kunnen worden, wat dan weer op Indo-Europese invloed zou wijzen. Deze interpretatie is zeker niet onomstreden. Een Kassitische god (of liever godenpaar) waar we wat meer van weten is Shuqamuna. Zij waren eeuwenlang de beschermgoden van de koninklijke familie. Verder schijnen de Kassieten nooit hun taal of religie aan hun Akkadische onderdanen opgedrongen te hebben. Ze vereerden de (Babylonische) goden van het land op allerlei wijze, vooral Enlil, die in hun tijd als hoofdgod gezien werd. Zijn naam komt veel voor als theofoor element in hun namen. De naam Marduk wordt slechts een keer aangetroffen, in een van de laatste Kassietenkoningen: Marduk-apla-iddina I. Marduk was de stadsgod van Babylon, maar de Kassieten verplaatsten de hoofdstad naar Dur-Kurigalzu en bouwden daar een ziggoerat voor Enlil, niet Marduk. Maar in de Tweede Dynastie van Isin, die aan de macht komt als de laatste Kassietenkoning, Enlil-nadin-ahi, als gevangene naar Elam weggevoerd is, samen met de hele Kassietenadel, is dat geheel anders. Grofweg de helft van de koningen van die dynastie heeft Marduk in hun naam en de hoofdstad in weer Babylon. Het verrijzen van Marduk tot hoofdgod was mogelijk een latere ontwikkeling.

## De tijd erna
Onder latere dynastieën schijnt er nooit haat of afkeer tegen de Kassieten geweest te zijn, daarvoor waren ze te goed ingeburgerd. Een enkele keer zien we de naam Shuqamuna nog als theofoor element van een koningsnaam terugkomen. 
Na de ondergang van Karduniaš bleven er nog wel Kassitische stammen over, in de streek rond Namri. In 702 v.Chr. bevecht Sanherib in de bergen van Namri de Kassieten en Jasubigalliërs die deels nog in tenten woonden. In 668 v.Chr. houdt Assurbanipal een strafexpeditie naar de nederzetting Kirbit vanwege rooftochten en veediefstal in de streek rond Der. De bewoners van Kirbit worden Kassieten genoemd. In de Griekse tijd spreekt men nog van Kossaeërs (Κοσσαιοι). Nadien wordt er niet veel meer van dit volk vernomen.